# Soriculus medogensis
Soriculus medogensis és una espècie de mamífer eulipotifle de la família de les musaranyes (Soricidae). És endèmica del comtat de Mêdog, al Tibet (Xina), on viu a altituds d'entre 2.100 i 2.830 msnm. El seu entorn natural té característiques de selva tropical. Fou descrita el 2023 a partir de dades genètiques, morfològiques i morfomètriques. El seu nom específic significa ‘de Mêdog’ en llatí. Com que fou descoberta fa poc, l'estat de conservació d'aquesta espècie encara no ha estat avaluat formalment.